# Deivid
Deivid de Sousa, ou simplement appelé Deivid, est un footballeur brésilien né le 22 octobre 1979 à Nova Iguaçu (Brésil). Il jouait au poste d'attaquant.

## Biographie
Deivid commence sa carrière dans son club de sa ville natale de Nova Iguaçu. Il joue 148 matchs et inscrit 82 buts.
En 1999, il commence à jouer dans le Joinville Esporte Clube où il joue 28 matchs et inscrit 21 buts. Il joue ensuite deux ans sous les couleurs de Santos où il joue 129 matchs et inscrit 66 buts.
Deivid de Souza est transféré en 2001 au club de Cruzeiro et là aussi, il marque de nombreux buts (93 matchs pour 49 buts) et on lui adresse le surnom de The Matador. Il joue en même temps que Alex et Edu à Cruzeiro.
Lors de la saison 2003-2004, il rejoint l'Europe et le club français de Bordeaux. Il joue 26 matchs et marque 3 buts puis retourne dans son ancien club de Santos en prêt et inscrit 48 buts en 69 matchs.
Ensuite, il est transféré à Lisbonne, et en 2006, il rejoint le club turc de Fenerbahçe. Avec Fenerbahçe, il brille en Ligue des Champions, où il inscrit un but face à l'Inter Milan, qui est considéré comme étant l'un des plus beaux buts de la compétition[réf. nécessaire]. Face au CSKA Moscou, il inscrit le but du match nul d'une frappe de 30 mètres. Il porte pour la première fois l'équipe de Fenerbahçe en quarts de finale de la Ligue des Champions grâce à deux buts qu'il inscrit lors des huitièmes de finale face au FC Séville.
Enfin, il inscrit un but face à Chelsea FC et son gardien Petr Čech ; le but permet à Fenerbahçe de l'emporter 2-1.
Après avoir résilié son contrat le liant au CR Flamengo, il signe jusqu'à la fin de la saison au début de septembre 2012 en faveur de Coritiba.

## Palmarès
- Champion de l'État de São Paulo en 2003 avec SC Corinthians
- Coupe du Brésil en 2003 avec SC Corinthians
- Champion du Brésil en 2004 avec Santos FC
- Championnat de Turquie en 2006-2007 avec Fenerbahçe SK
- Supercoupe de Turquie en 2007 et 2009 avec Fenerbahçe SK